# Fabijan Peštalić
Fra Fabijan Maksimilijan Peštalić (Baškut, 25. listopada 1845. – Zemun, 27. prosinca 1910.) je bio bački hrvatski svećenik i dobrotvor franjevac provincije sv. Ivana Kapistrana i nacionalni preporoditelj Hrvata u Podunavlju.
Isticao se darežljivošću i plemenitošću. Svaku rodoljubnu knjigu i svaki rodoljubni poduhvat u Hrvata rado je podupirao.
Bio je dijelom četvrtog naraštaja franjevaca, zajedno s fra Lovrom Lipovčevićem, fra Silverijem Lipošinovićem i fra Stipanom Vujevićem.

## Životopis
Rodio se u Vaškutu kod Baje 25. listopada 1845. godine. Pučku je školu završio u Vaškutu, a u Baji gymnaziju. Poslije srednje škole zaredio se u franjevačkom redu. 22. rujna 1863. godine. S 24 godine je u Baškutu održao svoju prvu misu.
Na preparandiji u Kaloči položio je ispit za učitelja, a po položenom ispitu šalje ga se u Bač gdje je desetljeće bio učiteljem. Odandje su ga poslali u samostan u Budimu za vikara i kateketu, a odonamo 1881. u Šarengrad za gvardijana i župnika. Ondje je blagotvorno djelovao 11 godina. 1892. su ga poslali u Vukovar, Našice, Brod, Mohač. Kad je došla reforma, vratio se u Hrvatsku. Prvo je bio predstojnikom samostana u Kloštar Ivaniću. Tad ga je austrijski car odlikovao odlikovanjem. Kratko je boravio u Virovitici, a odatle je pošao u Čakovec za gvardijana jednog od najvećih samostana u provinciji. Ovdje si je ovjekovječio ime pripomoću osnivanja franjevačkog dječjeg sjemeništa u Varaždinu. Ondje je 1908. poslan u Šarengrad za gvardijana, a odatle u Zemun za gvardijana franjevačkog samostana, jer je dobro znao njemački i mađarski. Predzadnji dan života pošao je pomoći župniku u Inđiji, no pozlilo mu je te se morao vratiti.

## Odlikovanja
- Zlatni križ s krunom austrijskog cara Franje Josipa I.